# باريت رود
باريت رود (بالإنجليزية: Barrett Ruud)‏ هو لاعب كرة قدم أمريكية أمريكي، ولد في 20 مايو 1983 في لنكن في الولايات المتحدة.

## وصلات خارجية
- باريت رود على موقع مرجع كرة القدم المحترفة.كوم (الإنجليزية)